# زندگی بزمی
زندگی بزمی (انگلیسی: The Life of the Party) یک فیلم کوتاه کمدی به کارگردانی جوزف هنابری است که در سال ۱۹۲۰ منتشر شد. نسخه‌ای از این فیلم در کتابخانه کنگره موجود است.

## گزیدهٔ بازیگران
- راسکو آرباکل
- وینیفرد گرینوود
- راسکو کارنز
- جولیا فی
- فرانک کامپائو
- ویورا دانیل